# Den gudomliga barmhärtighetens katolska kyrka
Den gudomliga barmhärtighetens kyrka är en romersk-katolsk kyrkobyggnad i Varberg i Halland. Den tillhör S:ta Maria katolska församling i Stockholms katolska stift. Kyrkan var tidigare evangelisk-luthersk och hette Brunnsbergs kyrka. Den tillhörde Varbergs församling i Göteborgs stift. Den 1 september 2011 blev Brunnsbergs kyrka i stället romersk-katolsk, sedan den sålts till den romersk-katolska församlingen.
Brunnsbergs kyrka uppfördes 1974 efter ritningar av Pelle Nilsson. Själva gudstjänstlokalen ligger i byggnadens ena flygel. Kyrkan har en förhall, där entrén ligger. Exteriört är kyrkan klädd med tegel, men det finns även en souterrängvåning med glasfasad. Taket är belagt med skiffer. 
Även kyrkans innerväggar består av blottat tegel. Taket bärs upp av balkar av limträ.
Sydväst om entrén finns en klockstapel. 

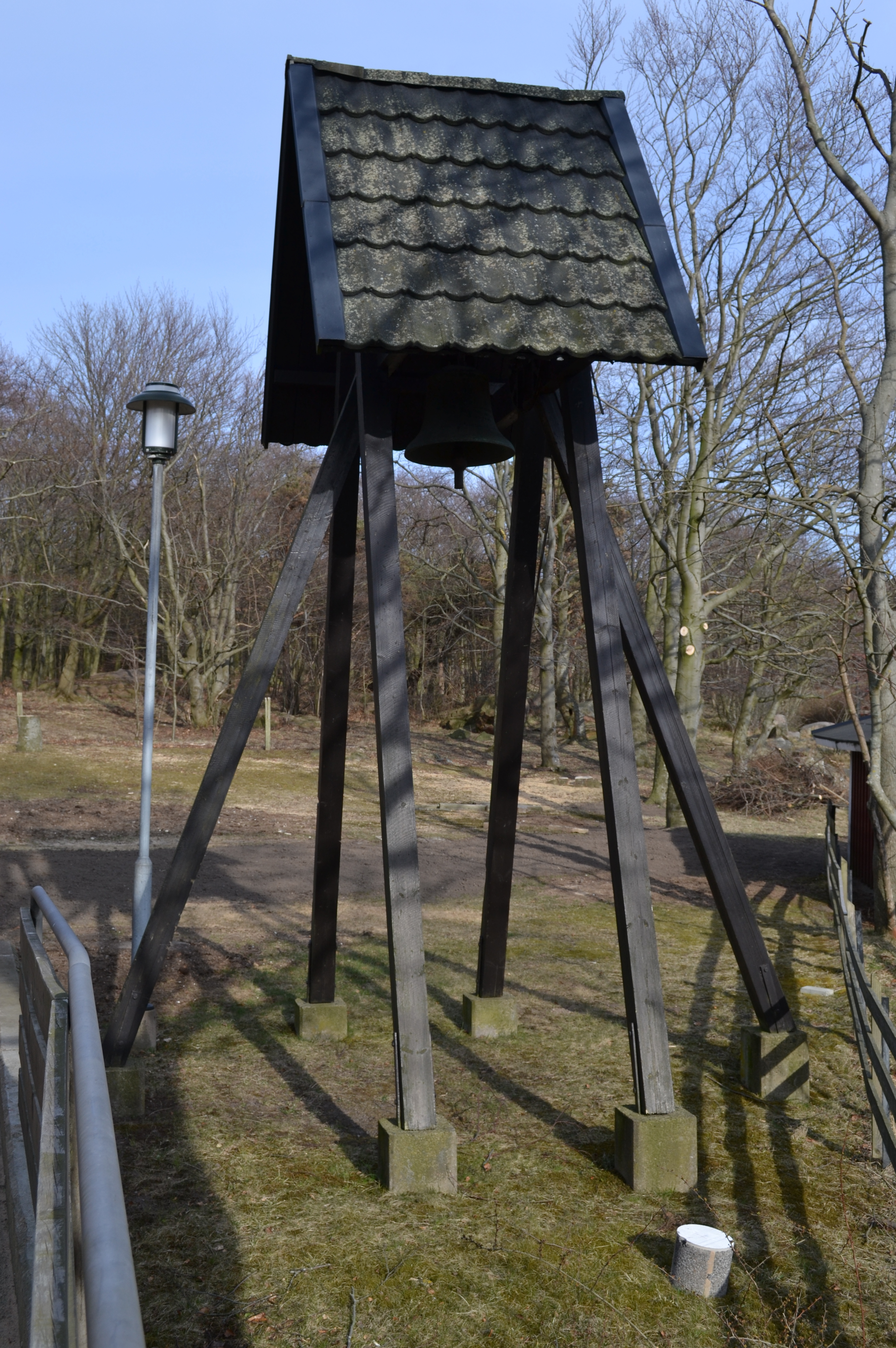
Klockstapeln.